# MauRéfilms
MauRéfilms est une entreprise française d'exploitation cinématographique active sur l'île de La Réunion, un département d'outre-mer du sud-ouest de l'océan Indien. Créée en 1998, elle distribue les films de son catalogue sur ce territoire notamment. 
Le principal concurrent de MauRéfilms est Investissement et Commerce Cinéma, qui distribue également des films à la Réunion notamment. 
MauRéfilms gère aussi des salles de cinéma sur l'île : le multiplexe Ciné Cambaie, situé sur la commune de Saint-Paul, Le Plaza à Saint-Louis, le Ciné Lacaze à Saint-Denis.